# Erodium munbyanum
Erodium munbyanum är en näveväxtart som beskrevs av Pierre Edmond Boissier och Giles Munby. Erodium munbyanum ingår i släktet skatnävor, och familjen näveväxter. Inga underarter finns listade i Catalogue of Life.